# Romualdo Álvarez Espino
Romualdo Álvarez Espino (Sevilla, 7 de febrero de 1835-Cádiz, 18 de diciembre de 1895) fue un abogado, psicólogo, crítico teatral y escritor español, hermano del pintor Gonzalo Álvarez Espino y considerado precursor junto a Francisco Giner de los Ríos y otros krausistas precursor de la psicología científica en España.

## Biografía
Bachiller en Filosofía y licenciado en Derecho en Sevilla, fue discípulo directo del krausista Federico de Castro. Se doctoró además en Derecho Civil y Canónico por la Universidad Central (1860), donde leyó en ese mismo año su discurso Sistemas penitenciarios. Obtuvo una cátedra de Psicología, Lógica y Ética en un instituto de Cádiz (1866). En ese mismo año publicó el primer tomo Cuadernos de filosofía elemental, obra entre las primeras en divulgar el krausismo y que se presentó en la Exposición Universal de París de 1867. Defiende la relación entre antropología y psicología en sus Elementos de Antropología psicológica, obra que inspiró a Hermenegildo Giner de los Ríos su Psicología analítica (1874). Fue amigo de los también catedráticos krausistas Alfonso Moreno Espinosa y Antonio Góngora Fernández, y fundador y académico de la Real Academia Gaditana de Ciencias y Letras y de la de Academia de Bellas Artes de Cádiz. Miembro también de la Asociación de Cervantistas, El Folk-Lore Frexnense y la Sociedad Protectora de los Animales y Plantas de Cádiz.
Escribió una moderna Historia del Teatro Español (1879). Colaboró con artículos diversos y de crítica literaria en La Lucha de Sevilla, el Diario de Cádiz y El Liceo de Granada. También escribió piezas dramáticas de tipo didáctico defensoras de la educación y de los derechos de la mujer, con algún éxito local. Se casó con Magdalena Chape, de la que tuvo dos hijos. Sufrió una hemiplejía en 1892 y falleció de apoplejía tres años después.

## Obras

### Filosóficas
- Cuadernos de filosofía elemental‑Estetica, Cádiz, Revista Médica de Federico Joly y Velasco, 1866
- Cuadernos de filosofía elemental‑Noologia, Cádiz, Eduardo Gautier, 1867
- Nociones de Lógica; preparación al estudio de la psicología, Cádiz, E. G., 1867
- Cuadernos de filosofía elemental‑Prasologia y Síntesis anímica, Cádiz, Revista Médica, 1869
- Con Antonio de Góngora y Fernández, Elementos de Literatura Filosófica, Perceptiva e Histórico-crítica con aplicación a la española, Cádiz, Revista Médica, 1870
- Elementos de Antropología Psicológica, Cádiz, Revista Médica de F. Joly, 1873
- Sumario de Ética o Filosofía moral, Cádiz, Revista Médica de F. Joly, 1883
- Sumario de Lógica, Cádiz, Revista Médica de F. Joly, 1883
- Sumario de Psicología, Cádiz, Revista Médica de F. Joly, 1886.

### Teatro
- El Tira y afloja, Madrid, Revista Médica, Cádiz, 1867
- Un ramillete de novias, Madrid, Revista Médica, Cádiz, 1868
- La hiena y el borrego: fábula cómica en un acto. Imprenta y lit. La aurora española, 1869
- Una Mesalina: poema dramático, Imprenta Ibérica, F. F. de Arjona, 1884
- Errores de educación, Cádiz, La Mercantil, 1878
- Entre mi muger y yo, Cádiz, F. de P. Jordan, 1878
- Una Magdalena: poema dramático, Cádiz, F. de P. Jordan, 1881
- Justicia Popular: poema dramático, Cádiz, Imprenta Ibérica, F. F. de Arjona, 1883
- Ardides de amor, s. a. (manuscrito)
- La mujer del estanquero : cuadro de brocha gorda, original y en verso, 1868 (manuscrito)
- La casa en venta, 1868 (manuscrito)

### Crítica literaria
- Ensayo Histórico-crítico del teatro español desde sus orígenes hasta nuestros días, Cádiz, José Rodríguez y Rodríguez, 1879
- Ensayo de crítica sobre el drama del Sr. Sellés titulado El nudo gordiano, Cádiz, tipografía La Mercantil, 1879.
- Lo bello: principios de Estética con aplicación a la Literatura española, Cádiz, José M. Gálvez, 1880.

### Ensayos, artículos y misceláneas
- Disertaciones y Discursos: colección de los escritos en Cádiz por razón de cargo o para satisfacer compromisos científicos o literarios, Cádiz, F. de P. Jordán, 1883
- Miscelánea periodística, Cádiz, F. de P. Jordán, 1883
- Miscelánea literaria. Colección de pensamientos para solaz del pueblo, Burgos, Imprenta Católica, 1886
- Rimas; colección de versos de encargo, hechos para las fiestas y periódicos literarios de esta culta ciudad, Cádiz, F. de P. Jordan, 1889.

### Otras
- Sumario de historia de la música moderna para uso de las alumnas del Real Instituto Filarmónico de Santa Cecilia de esta ciudad, Francisco de Paula Jordán, 1883.
- Sistemas penitenciarios: discurso leído ante el Claustro de la Universidad Central, 1860.